# Saint-Christophe Vallée d’Aoste
Saint-Christophe Vallée d’Aoste foi um clube italiano de futebol da cidade de Saint-Christophe. Até 2016, disputava o Eccellenza do Piemonte-Vale de Aosta.
Fundado em 1971 como Polisportiva Saint-Christophe, mandava seus jogos no Stadio Franco Cerutti, em San Giusto Canavese. Suas cores eram grená e branco. Problemas financeiros obrigaram o clube a não fazer sua inscrição para o Eccellenza (quinta divisão) da temporada 2016-17, encerrando suas atividades.

## Uniformes
- Uniforme titular: Camisa grená, calção branco e meias grenás;
- Uniforme reserva: Camisa branca, calção branco e meias brancas.

## Links
- Site do S.C. Vallée d'Aoste